# 烏尊克普呂

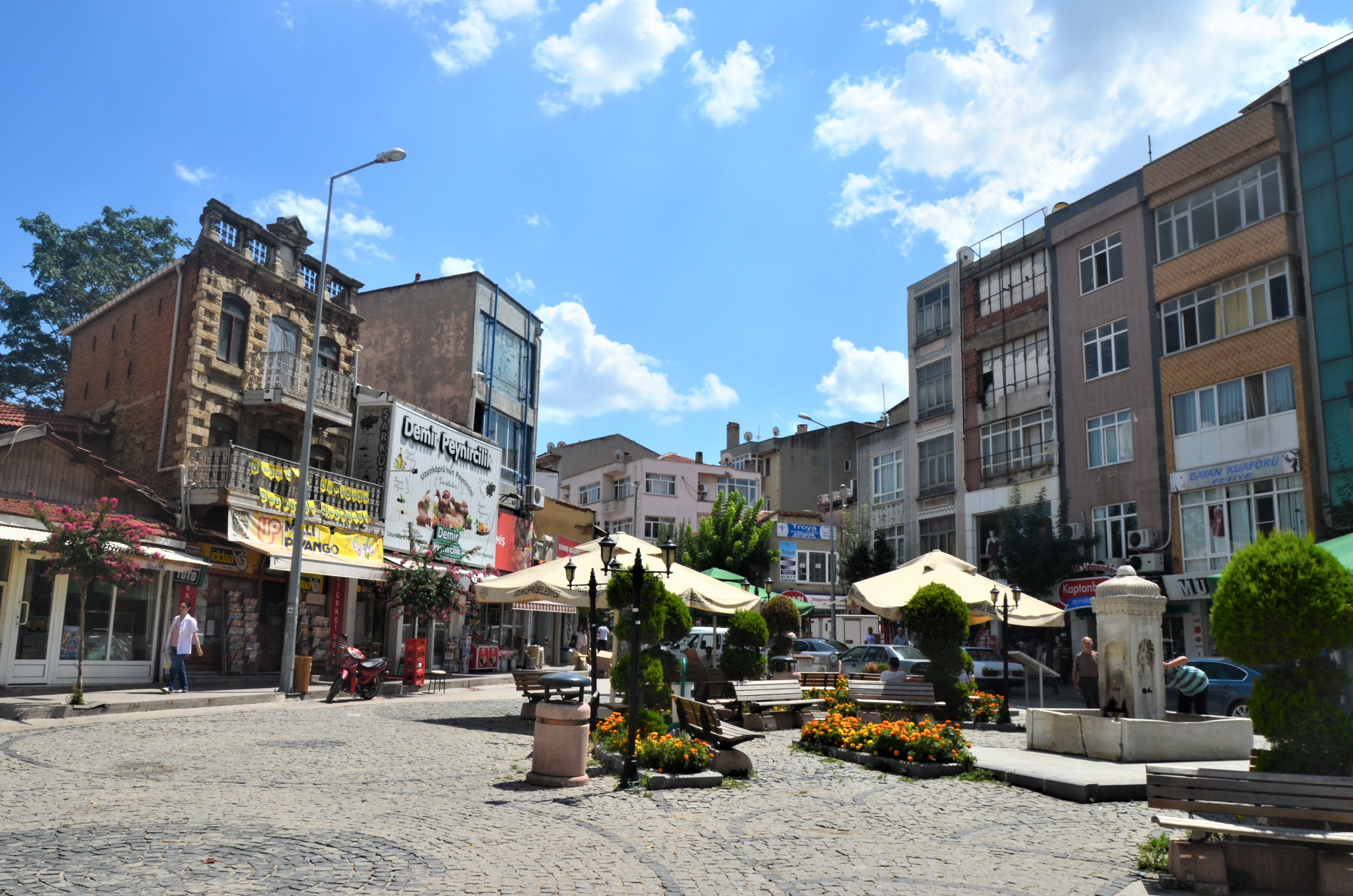
烏尊克普呂

烏尊克普呂是土耳其的城鎮，由埃迪爾內省負責管轄，位於該國西北部，毗鄰與希臘接壤的邊境，面積1,213平方公里，海拔高度10米，2010年人口40,154。

## 外部連結
- Uzunköprü website